# ۵۴ بره
۵۴ بره یک ستاره است که در صورت فلکی برج حمل قرار دارد.